# Antonio Savoldi-Marco Cò - Trofeo Dimmidisì 2010
L'Antonio Savoldi-Marco Cò - Trofeo Dimmidisì 2010 è un torneo professionistico di tennis maschile giocato sulla terra rossa, che faceva parte dell'ATP Challenger Tour 2010. Si è giocato a Manerbio in Italia dal 23 al 29 agosto 2010.

## Partecipanti

### Teste di serie
| Nazionalità | Giocatore         | Ranking* | Testa di serie |
| ----------- | ----------------- | -------- | -------------- |
| Italia      | Filippo Volandri  | 94       | 1              |
| Paesi Bassi | Robin Haase       | 99       | 2              |
| Belgio      | Steve Darcis      | 110      | 3              |
| Austria     | Daniel Köllerer   | 134      | 4              |
| Paesi Bassi | Jesse Huta Galung | 149      | 5              |
| Belgio      | Christophe Rochus | 179      | 6              |
| Francia     | Laurent Recouderc | 182      | 7              |
| Argentina   | Diego Junqueira   | 185      | 8              |

- Ranking al 16 agosto 2010.

### Altri partecipanti
Giocatori che hanno ricevuto una wild card:
- Francesco Aldi
- Alberto Brizzi
- Matteo Trevisan
- Filippo Volandri

Giocatori passati dalle qualificazioni:
- Marco Crugnola
- Adrián García
- Marc Sieber
- Marcel Zimmermann

## Campioni

### Singolare
Robin Haase ha battuto in finale  Marco Crugnola, 6–3, 6–2.

### Doppio
Robin Haase /  Thomas Schoorel hanno battuto in finale  Diego Junqueira /  Gabriel Trujillo Soler, 6–4, 6–4